# 8
Năm 8 là một năm trong lịch Julius.